# Horizorin de Dohrn
Sylvia dohrni
Espèce
Statut de conservation UICN

 LC  : Préoccupation mineure
Le Horizorin de Dohrn (Sylvia dohrni), aussi nommé Gobemouche de Dohrn ou Fauvette de Dohrn, est une espèce de passereaux de la famille des Sylviidae. Il se trouve uniquement sur l'île de Principe dans le Golfe de Guinée. Son nom commémore Heinrich Wolfgang Ludwig Dohrn (1838-1913).
Il était anciennement classé dans son propre genre Horizorhinus, mais des études phylogénétiques ont conduit à sa reclassification dans le genre Sylvia,.